# Liste der Bodendenkmäler in Sulzberg (Oberallgäu)
Auf dieser Seite sind die Bodendenkmäler in dem schwäbischen Markt Sulzberg zusammengestellt. Diese Tabelle ist eine Teilliste der Liste der Bodendenkmäler in Bayern. Grundlage ist die Bayerische Denkmalliste, die auf Basis des Bayerischen Denkmalschutzgesetzes vom 1. Oktober 1973 erstmals erstellt wurde und seither durch das Bayerische Landesamt für Denkmalpflege geführt wird. Die folgenden Angaben ersetzen nicht die rechtsverbindliche Auskunft der Denkmalschutzbehörde.

## Bodendenkmäler in Sulzberg

### Bodendenkmäler in der Gemarkung Moosbach
| Lage                | Objekt | Akten-Nr.     | Bild |
| ------------------- | --- | ------------- | ---- |
| Moosbach (Standort) | Burgstall des Mittelalters (Untermoos).                                                                                    | D-7-8328-0016 |      |
| Moosbach (Standort) | Mittelalterliche und frühneuzeitliche Befunde im Bereich der Katholischen Pfarrkirche St. Johannes der Täufer in Moosbach. | D-7-8328-0137 |      |

### Bodendenkmäler in der Gemarkung Ottacker
| Lage                | Objekt | Akten-Nr.     | Bild |
| ------------------- | --- | ------------- | ---- |
| Ottacker (Standort) | Burgstall des Mittelalters (Bechtris).                                                                       | D-7-8327-0037 |      |
| Ottacker (Standort) | Friedhof der frühen Neuzeit (Pestfriedhof).                                                                  | D-7-8327-0151 |      |
| Ottacker (Standort) | Mittelalterliche und frühneuzeitliche Befunde im Bereich der Katholischen Pfarrkirche St. Otmar in Ottacker. | D-7-8328-0141 |      |

### Bodendenkmäler in der Gemarkung Sulzberg
| Lage                | Objekt | Akten-Nr.     | Bild |
| ------------------- | --- | ------------- | ---- |
| Sulzberg (Standort) | Siedlung der römischen Kaiserzeit.                                                                                          | D-7-8327-0040 |      |
| Sulzberg (Standort) | Mittelalterliche und frühneuzeitliche Befunde im Bereich der Katholischen Filialkirche St. Michael in Ried bei Ottackers.   | D-7-8327-0142 |      |
| Sulzberg (Standort) | Burgstall des Mittelalters und Schloss der frühen Neuzeit (Oberminderdorf).                                                 | D-7-8328-0002 |      |
| Sulzberg (Standort) | Befestigung vorgeschichtlicher und mittelalterlicher Zeitstellung (Auf der Burg).                                           | D-7-8328-0003 |      |
| Sulzberg (Standort) | Burgstall des Mittelalters (Wachsenegg).                                                                                    | D-7-8328-0004 |      |
| Sulzberg (Standort) | Teilstücke einer Straße der römischen Kaiserzeit (Kempten-Füssen).                                                          | D-7-8328-0006 |      |
| Sulzberg (Standort) | Schanze der frühen Neuzeit (Schwedenschanze).                                                                               | D-7-8328-0008 |      |
| Sulzberg (Standort) | Burgstall des Mittelalters (Seebach).                                                                                       | D-7-8328-0009 |      |
| Sulzberg (Standort) | Siedlung des Mittelalters und der frühen Neuzeit.                                                                           | D-7-8328-0029 |      |
| Sulzberg (Standort) | Friedhof der frühen Neuzeit (Pestfriedhof).                                                                                 | D-7-8328-0030 |      |
| Sulzberg (Standort) | Siedlung vorgeschichtlicher Zeitstellung.                                                                                   | D-7-8328-0032 |      |
| Sulzberg (Standort) | Burg des Mittelalters und Schloss der frühen Neuzeit (Sulzberg).                                                            | D-7-8328-0035 |      |
| Sulzberg (Standort) | Mittelalterliche und frühneuzeitliche Befunde im Bereich der Katholischen Pfarrkirche Heiligste Dreifaltigkeit in Sulzberg. | D-7-8328-0039 |      |
| Sulzberg (Standort) | Frühneuzeitliche Befunde im Bereich der Marienkapelle bei Hofstetten.                                                       | D-7-8328-0152 |      |